# IC 3055
IC 3055 ist ein Galaxientriplett im Sternbild Jungfrau an der Ekliptik. Es ist schätzungsweise 91 Millionen Lichtjahre von der Milchstraße entfernt.
Das Objekt wurde am 7. Mai 1904 von Royal Harwood Frost entdeckt.